# Dalian Women's Tennis Open
Il Dalian Women's Tennis Open è un torneo femminile di tennis che si giocava a Dalian in Cina. Faceva parte della categoria WTA 125 e si giocava su campi in cemento dal 2015 al 2017.

## Albo d'oro

### Singolare
| Anno | Categoria | Campionessa       | Finalista      | Punteggio          |
| ---- | --------- | ----------------- | -------------- | ------------------ |
| 2015 | WTA 125   | Zheng Saisai      | Julia Glushko  | 2–6, 6–1, 7–5      |
| 2016 | WTA 125   | Kristýna Plíšková | Misa Eguchi    | 7–5, 4–6, 2–5 rit. |
| 2017 | WTA 125   | Kateryna Kozlova  | Vera Zvonarëva | 6–4, 6–2           |

### Doppio
| Anno | Categoria | Campionesse                  | Finaliste                            | Punteggio           |
| ---- | --------- | ---------------------------- | ------------------------------------ | ------------------- |
| 2015 | WTA 125   | Zhang Kailin Zheng Saisai    | Chan Chin-wei Darija Jurak           | 6–3, 6–4            |
| 2016 | WTA 125   | Lee Ya-hsuan Kotomi Takahata | Nicha Lertpitaksinchai Jessy Rompies | 6–2, 6–1            |
| 2017 | WTA 125   | Lu Jingjing You Xiaodi       | Guo Hanyu Ye Qiuyu                   | 7–6(2), 4–6, [10–5] |